# Tikri
Tikri là một thị xã và là một nagar panchayat của quận Baghpat thuộc bang Uttar Pradesh, Ấn Độ.

## Địa lý
Tikri có vị trí 29°14′B 77°21′Đ / 29,23°B 77,35°Đ Nó có độ cao trung bình là 233 mét (764 feet).

## Nhân khẩu
Theo điều tra dân số năm 2001 của Ấn Độ, Tikri có dân số 13.429 người. Phái nam chiếm 54% tổng số dân và phái nữ chiếm 46%. Tikri có tỷ lệ 52% biết đọc biết viết, thấp hơn tỷ lệ trung bình toàn quốc là 59,5%: tỷ lệ cho phái nam là 64%, và tỷ lệ cho phái nữ là 38%. Tại Tikri, 17% dân số nhỏ hơn 6 tuổi.